# Тимофіївка степова
{{#ifeq:0|0|{{#if:|{{#if:Phleumphleoides|[[]}}|}}}}
Тимофіївка степова (Phleum phleoides) — вид рослин родини тонконогові (Poaceae), поширений у помірній, субарктичній і субтропічній Євразії та Північній Африці.

## Опис
Багаторічна трав'яниста рослина 40–80 см завдовжки. Стебла прямостоячі або, часто, косі при основі. Лігули 1–2 мм довжиною. Листові пластини 5–12 см × 1–3.5 мм. Суцвіття (волоть) пухке, вузько циліндричне, 5–15 см завдовжки, 4–7 мм завширшки. Колоскові луски 2–3 мм довжиною, на верхівці раптом звужені в коротеньке вістря, по кілям без вій. Пиляки 1–1.5 мм. Зернівка 1.3–1.5 мм. 2n = 14.

## Поширення
Поширений у помірній, субарктичній і субтропічній Євразії, Північній Африці: Алжир (пн.), Марокко, Туніс.
В Україні зростає у степах, на сухих луках, в чагарниках й на узліссях — на всій території, але на крайньому півдні Степу рідко. Кормова.

## Галерея

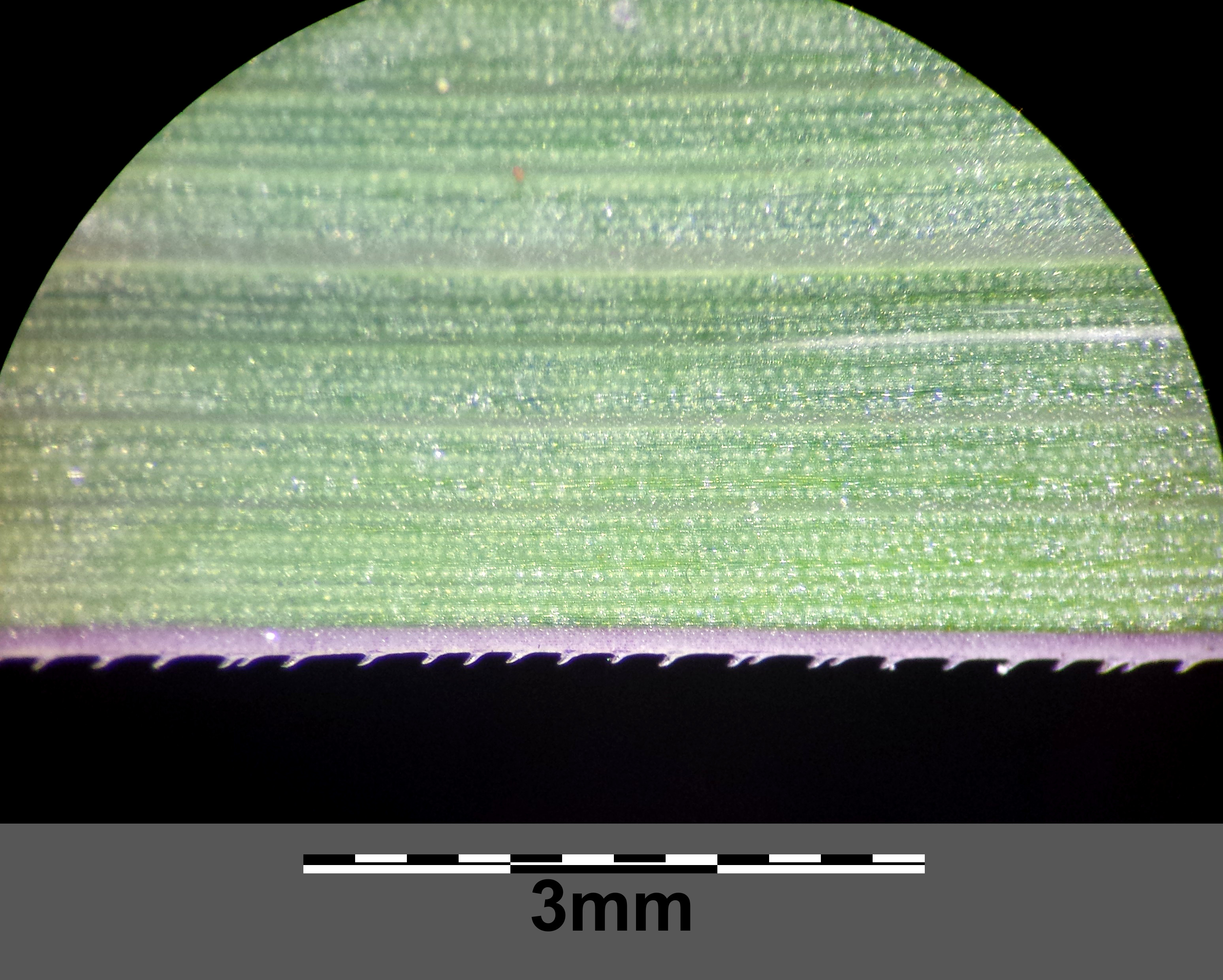
край листка
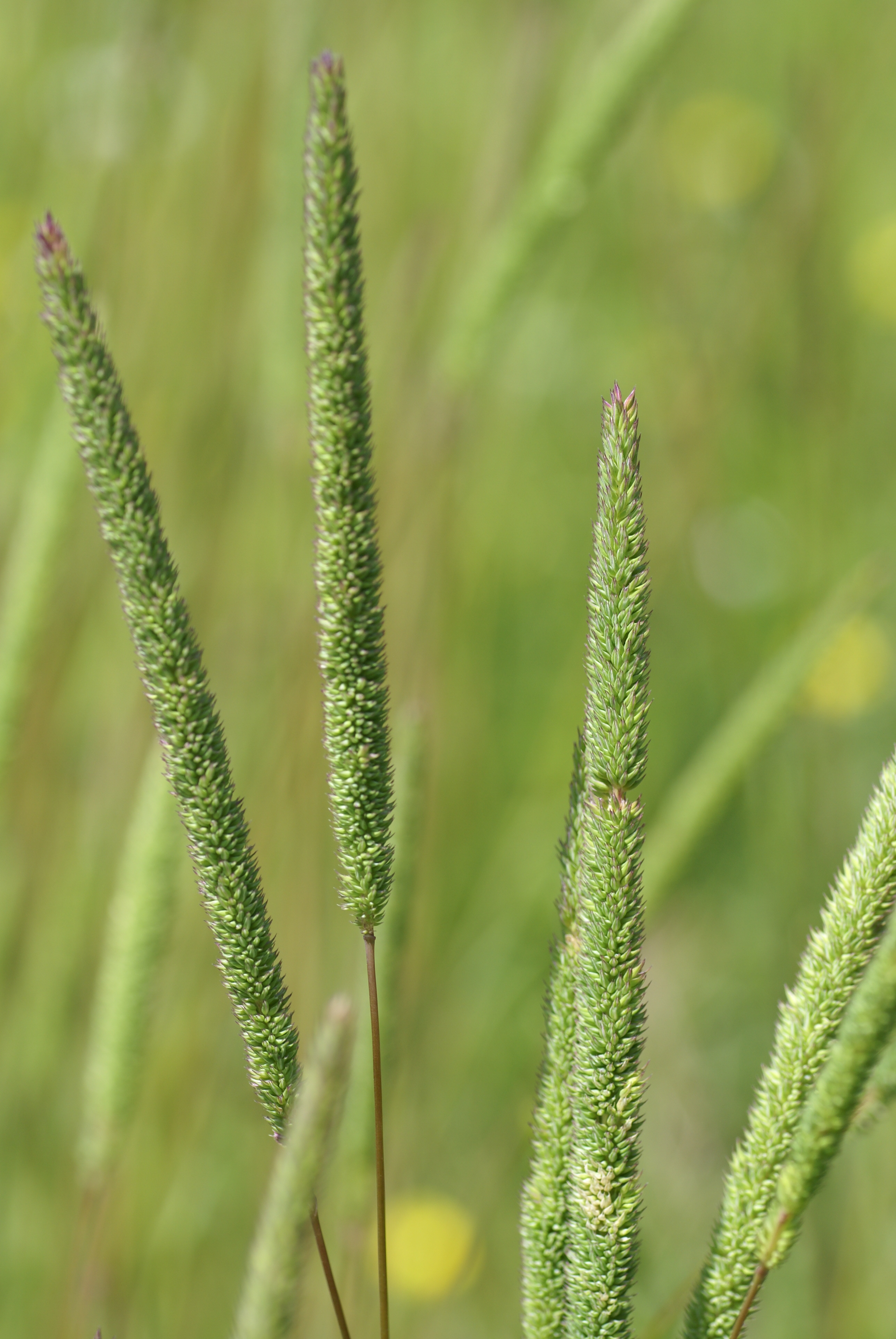
суцвіття